# Prvenstvo BLP 1925-1926
Il Prvenstvo Beogradskog loptičkog podsaveza 1925./26., in cirillico Првенство Београдског лоптичког подсавеза 1925./26., (it. "Campionato della sottofederazione calcistica di Belgrado 1925-26") fu la settima edizione del campionato organizzato dalla Beogradski loptački podsavez (BLP).
Il torneo fu vinto dallo Jugoslavija, al suo quarto titolo nella BLP.

Questa vittoria diede ai biancorossi l'accesso al Državno prvenstvo 1926 (il campionato nazionale jugoslavo) assieme ai vincitori delle altre sottofederazioni.
Il campionato era diviso era diviso fra le squadre di Belgrado città (divise in più classi, razred) e quelle della provincia (divise in varie parrocchie, župe). La vincitrice della 1. razred disputava la finale sottofederale contro la vincente del campionato provinciale.

## Prima classe "A"

### Classifica
|                   | Pos. | Squadra            | Pt | G  | V | N | P | GF | GS | QR    |
| ----------------- | ---- | ------------------ | -- | -- | - | - | - | -- | -- | ----- |
|                   | 1.   | Jugoslavija        | 17 | 10 | 8 | 1 | 1 | 52 | 10 | 5,200 |
|                   | 2.   | BSK Belgrado       | 17 | 10 | 8 | 1 | 1 | 39 | 10 | 3,900 |
|                   | 3.   | Jedinstvo Belgrado | 11 | 10 | 5 | 1 | 4 | 21 | 22 | 0,954 |
|                   | 4.   | Soko Belgrado      | 9  | 10 | 4 | 1 | 5 | 28 | 26 | 1,076 |
|                   | 5.   | Šumadija Belgrado  | 5  | 10 | 2 | 1 | 7 | 8  | 34 | 0,235 |
|                   | 6.   | Jadran Belgrado    | 1  | 10 | 0 | 1 | 9 | 7  | 48 | 0,145 |
| Fonte: exyufudbal |      |                    |    |    |   |   |   |    |    |       |

Legenda:
      Campione della BLP ed ammessa al campionato nazionale.
  Partecipa agli spareggi.
      Retrocessa nella classe inferiore.
Note:
Due punti a vittoria, uno a pareggio, zero a sconfitta.

### Risultati
Andata:
13.09.1925. BSK – Jedinstvo 1–2, Jadran – Šumadija 1–0 (annullata)
20.09.1925. BSK – Jadran 3–1
21.09.1925. Jugoslavija – Šumadija 5–1
27.09.1925. Jedinstvo – Jadran 2–0, Jugoslavija – Soko 4–1
04.10.1925. Soko – Šumadija 3–0
18.10.1925. Jadran – Soko 2–2, Jedinstvo – Šumadija 0–0
01.11.1925. Soko – Jedinstvo 2–1, BSK – Šumadija 4–0
08.11.1925. Šumadija – Jadran 3–2 (nuova partita, interrotta all'8º minuto e completata il 12.02.1926)
27.12.1925. Jadran – Jugoslavija 0–3 (a tavolino)
24.01.1926. Jugoslavija – Jedinstvo 6–0, BSK – Soko 5–1
31.01.1925. Jugoslavija – BSK 2–2
Ritorno:
14.03.1926. Soko – Šumadija 3–0, Jugoslavija – Jedinstvo 6–2, BSK – Jadran 8–0
28.03.1926. Jugoslavija – Jadran 9–0, BSK – Jedinstvo 3–2
04.04.1926. Jugoslavija – Šumadija 9–0, Soko – Jedinstvo 1–2
11.04.1926. Soko – Jadran 11–0, Jedinstvo – Šumadija 7–2, BSK – Jugoslavija 2–0
18.04.1926. BSK – Soko 4–2, Šumadija – Jadran 2–1 (interrotta all'11º minuto, completata il 16.05.1926)
25.04.1926. Jedinstvo – Jadran 3–1, Jugoslavija – Soko 8–2
22.05.1926. BSK – Šumadija 7–0

## Provincia

### Beogradska župa

#### Zemun
```
   Squadra                         G   V   N   P   GF  GS  Q.Reti  Pti
1  ZAŠK Zemun                      10  8   1   1   53  9   5,889   17									
2  
Vitez Zemun
                     10  7   2   1   31  10  3,100   16									
3  
Šparta Zemun
                    10  7   1   2   36  15  2,400   15									
4  
Građanski Zemun
                 10  3   1   6   23  30  0,767   7									
5  Trgovačka omladina Zemun        10  1   2   7   7   49  0,143   4									
6  Grafičar Zemun                  10  0   1   9   3   40  0,075   1									
   Amater Zemun                    ritirato
```

#### Pančevo
```
   Squadra                         G   V   N   P   GF  GS  Q.Reti  Pti
1  Pančevački SK Pančevo           6   5   1   0   27  9   3,000   11									
2  Banat Pančevo                   6   4   1   1   20  9   2,222   9									
3  Vojvodina Pančevo               6   2   0   4   17  16  1,063   4									
4  Borac Pančevo                   6   0   0   6   5   35  0,143   0
```

### Banatska župa
```
   Squadra                         G   V   N   P   GF  GS  Q.Reti  Pti
1  Dušan Silni Vršac               8   5   2   1   38  15  2,533   12									
2  Željeznički SK Veliki Bečkerek  8   3   3   2   22  18  1,222   9									
3  Srbija Velika Kikinda           8   3   3   2   16  22  0,727   9									
4  
Obilić Veliki Bečkerek
          8   3   2   3   19  23  0,826   8									
5  Kadima Veliki Bečkerek          8   0   2   6   15  32  0,469   2
```

### Novosadska župa
```
   Squadra                         G   V   N   P   GF  GS  Q.Reti  Pti
1  
Vojvodina
                       8   5   2   1   33  20  1,650   12									
2  
Mačva Šabac
 (-4)                8   5   2   1   22  12  1,833   8									
3  
NAK Novi Sad
                    8   3   2   3   18  20  0,900   8									
4  
NTK Novi Sad
                    8   1   2   5   18  19  0,947   4									
5  
Juda Makabi
                     8   2   0   6   9   29  0,310   4
```

### Moravska župa
```
   Squadra                         G   V   N   P   GF  GS  Q.Reti  Pti	
1  Momčilo Leskovac                10  8   0   2   24  7   3,429   16									
2  Pobeda Niš                      10  6   0   4   24  19  1,263   12									
3  Jug Bogdan Prokuplje            9   5   0   4   12  14  0,857   10									
4  
Sinđelić Niš
                    9   4   0   5   16  11  1,455   8									
5  Josif Leskovac (-2)             8   4   0   4   16  16  1,000   6									
6  Omladinac Pirot                 10  1   0   9   3   28  0,107   2									
   Car Lazar Kruševac              ritirato
```

### Skopska župa

#### Grad Skoplje
```
   Squadra                         G   V   N   P   GF  GS  Q.Reti  Pti
1 
Skopski SK Skoplje
              10  9   1   0   53  8   6,625   19									
2 
Građanski Skoplje
               10  6   1   3   42  15  2,800   13									
3 
Pobeda Skoplje
                  10  5   1   4   27  12  2,250   11									
4  Olimpija Skoplje                10  5   1   4   18  18  1,000   11									
5  Rapid Skoplje                   10  3   0   7   10  54  0,185   6									
6 
Balkan Skoplje
                  10  0   0   10  6   49  0,122   0	
```

#### Bitoljska župa
```
   Squadra                         G   V   N   P   GF  GS  Q.Reti  Pti								
1 
SK Bitolj
                       3   3   0   0   10  2   5,000   6									
2  Balkan Bitolj                   3   1   1   1   7   5   1,400   3									
3  Makedonija Bitolj               3   1   1   1   5   6   0,833   3									
4  Jugoslavija Prilep              3   0   0   3   2   11  0,182   0
```